# Centrumkyrkan, Kinnarp

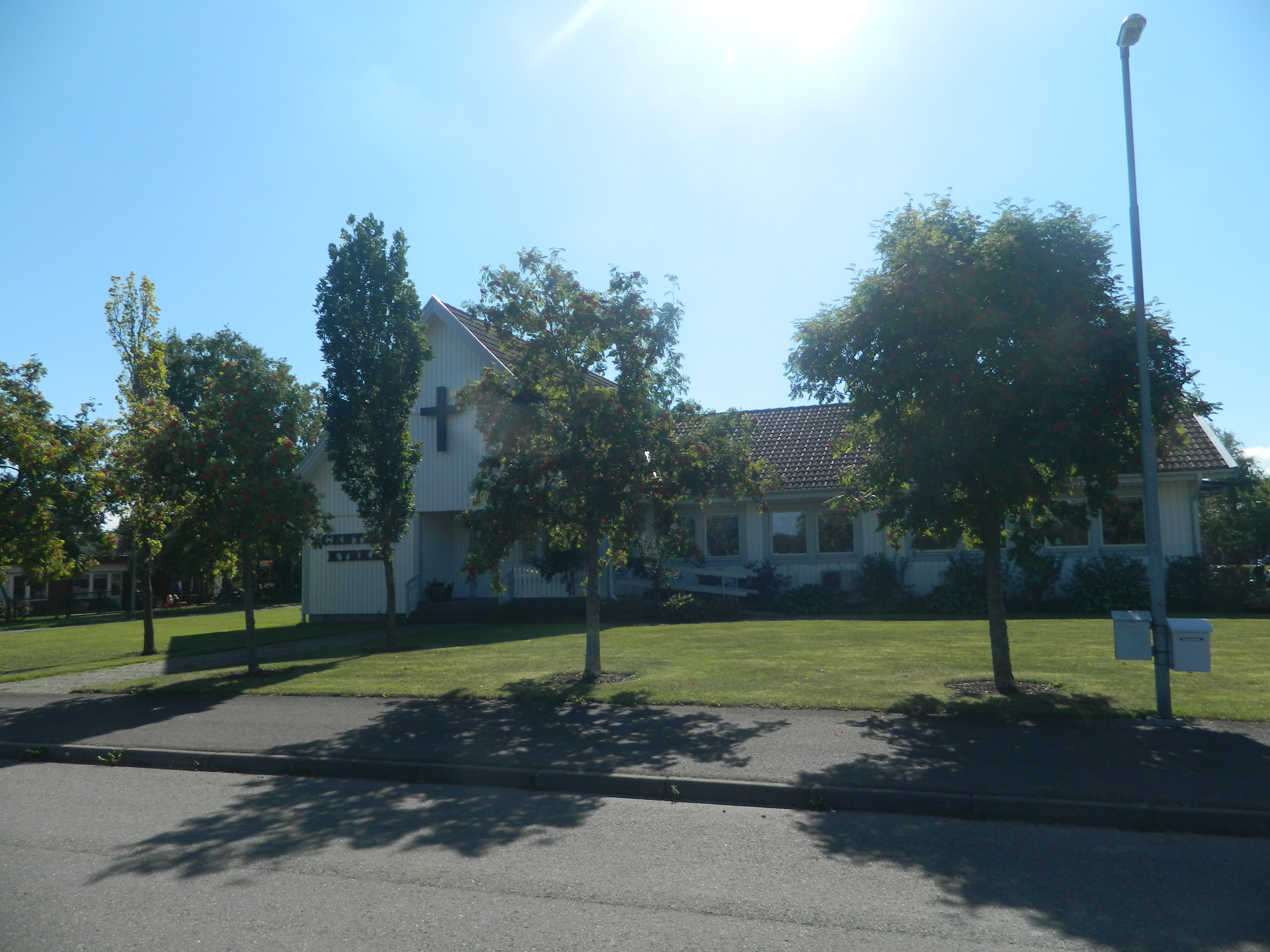
Centrumkyrkan sedd från söder

Centrumkyrkan i Kinnarp är en frikyrkobyggnad som är ansluten till församlingen med samma namn. Byggnadens historia börjar år 1988, då Frökinds Frikyrkogrupp (föregångaren till den nuvarande församlingen) beslutade om att man skulle bygga ett nytt missionshus i samhället. Innan hade det funnits två missionshus, ett i Kinnarp (som idag är skyttelokal) och ett i Slutarp (som idag är privatbostad).
Det första spadtaget till det nya missionshuset gjordes den 9 april 1988, samma dag höll man det sista mötet i det gamla missionshuset i Kinnarp. Det sista mötet i Slutarps missionshus, gjordes den 26 augusti samma år. Den 13 juni 1988 började delarna till huset att resas. Man höll en loppmarknad i augusti för att kunna få in medel till bygget. Invigningen hölls den 15 januari 1989.